# Тиран-малюк елегантний
Тиран-малюк елегантний (Zimmerius gracilipes) — вид горобцеподібних птахів родини тиранових (Tyrannidae). Мешкає в Амазонії.

## Опис

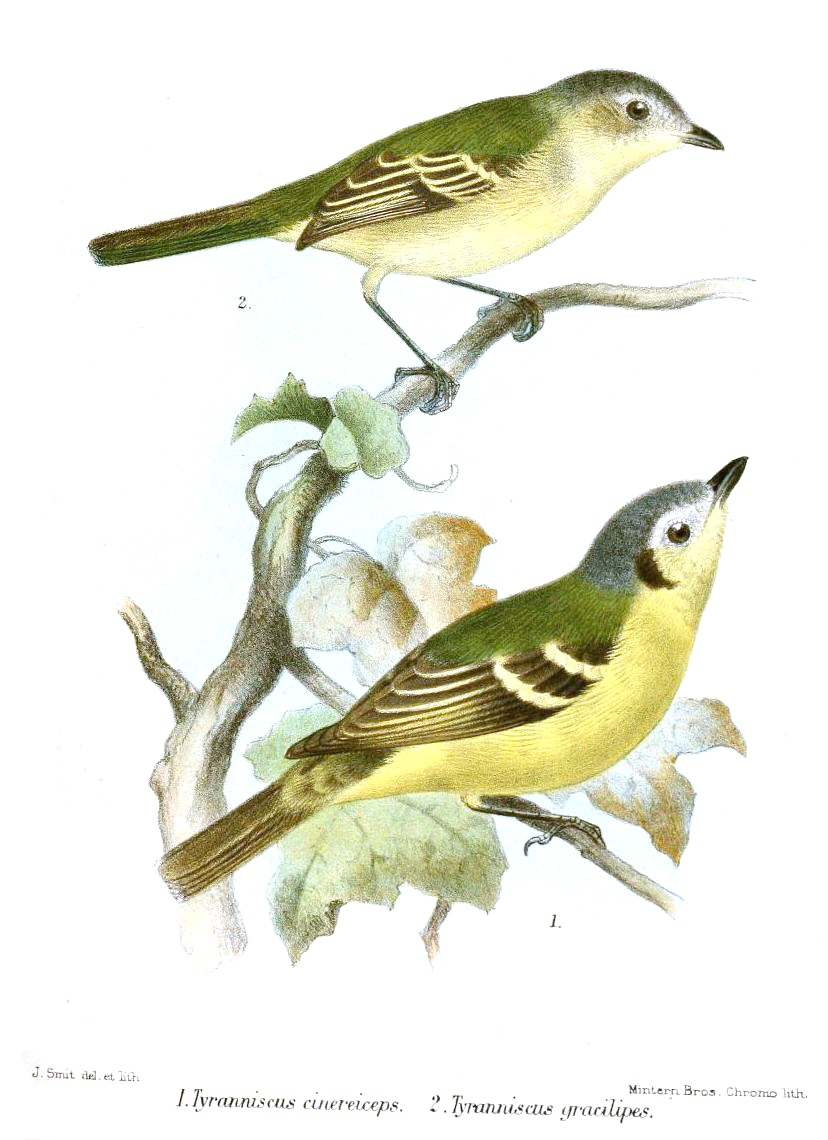
Елегантний тиран-малюк (зверху) і еквадорський тиран-крихітка (знизу)

Довжина птаха становить 9-11,5 см, вага 6,6-9,5 г. Тім'я сіре, верхня частина тіла оливково-зелена, над очима білуваті "брови". Покривні пера крил темні, махові пера мають жовті края. Горло білувате, груди сірувато-оливкові, живіт жовтуватий. Очі світло-сірі.

## Підвиди
Виділяють два підвиди:
- Z. g. gracilipes (Sclater, PL & Salvin, 1868) — південно-східна Колумбія, південна і східна Венесуела, північно-західна Бразилія, схід еквадору і північний схід перу;
- Z. g. gilvus (Zimmer, JT, 1941) — півленний схід Перу, північна Болівія, південно-західна і південна бразильська Амазонія.

Гвіанський тиран-малюк раніше вважався підвидом елегантного тирана-малюка.

## Поширення і екологія
Елегантні тирани-малюки мешкають в Колумбії, Венесуелі, Бразилії, Еквадорі, Перу і Болівії. Вони живуть у вологих рівнинних тропічних лісах. Зустрічаються на висоті до 500 м над рівнем моря. Живляться плодами і комахами. яких шукають серед рослинності. Гніздо мішкоподібне з бічним входом, підвішується серед рослинності.